# سيسيل السلحفاة
سيسيل السلحفاة (بالإنجليزية: Cecil Turtle)‏ هو شخصية خيالية من لوني تونز وميري ميلوديز ومن إنتاج وارنر براذرز. على الرغم من أن ظهوره يعد ظهور قليل، إلا أنه لا يعد من الشخصيات العادية، حيث أنه من الشخصيات القليلة التي تفوقت على باغز باني، والوحيد الذي فعل ذلك ثلاث مرات متتالية في لعبة الأرنب الخاصة.